# Mierzeja

Schemat powstawania mierzei oraz jeziora przybrzeżnego

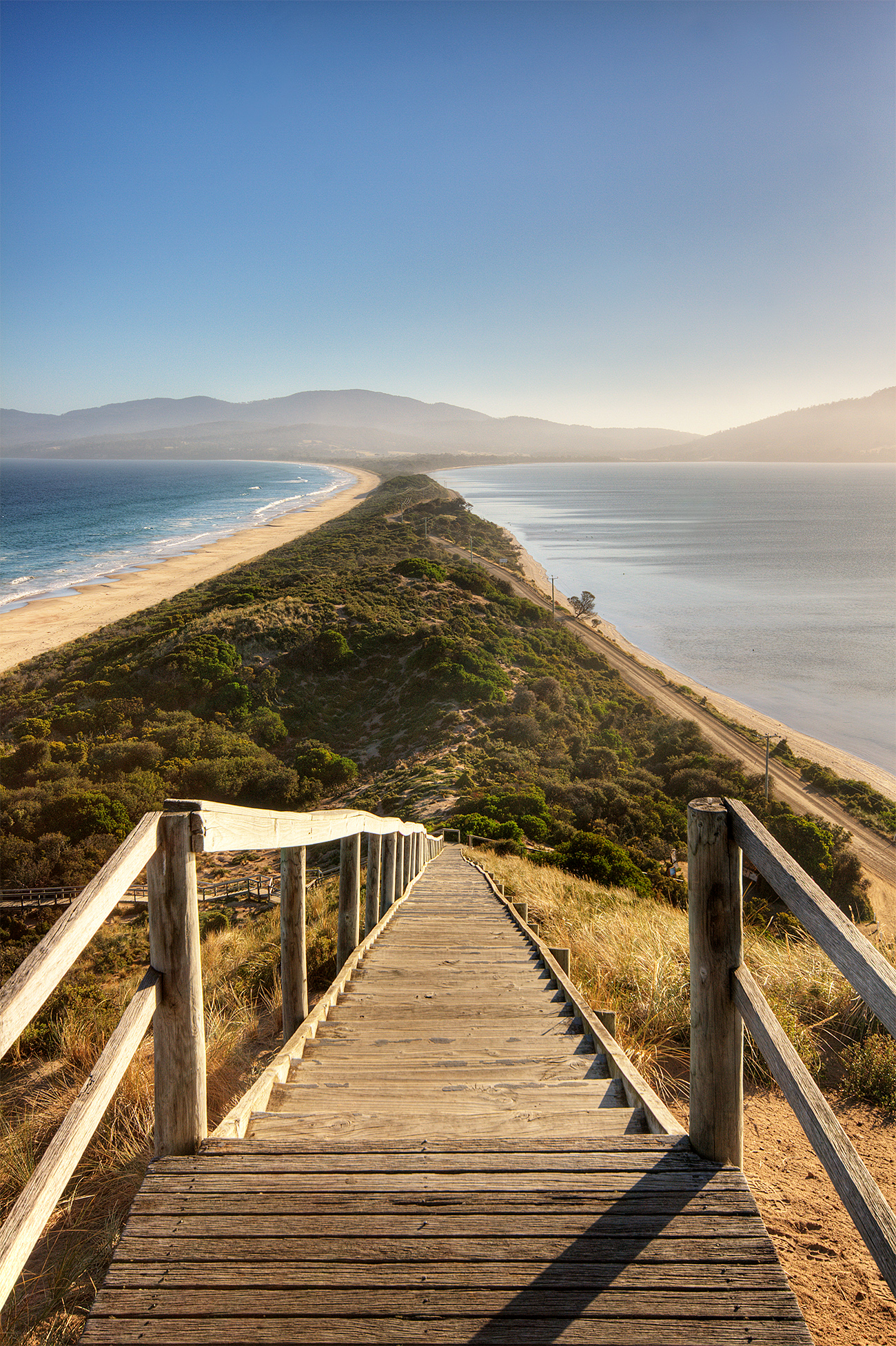
Mierzeja na wyspie Bruny na Tasmanii

Mierzeja – półwysep, rodzaj kosy cechujący się tym, że całkowicie lub w znacznym stopniu odcina przybrzeżny fragment morza od reszty akwenu morskiego.  
Jeśli odcięcie nie jest pełne i istnieje niewielkie połączenie (cieśnina) między zbiornikiem macierzystym a nowo powstałym, taki odcięty fragment morza nazywa się zalewem, natomiast gdy mierzeja oddziela całkowicie fragment morza (łączy dwa punkty wybrzeża), taki zbiornik staje się jeziorem przybrzeżnym (limanowym). 
Formy mierzejowe powstają w wyniku działania prądów przybrzeżnych lub w efekcie migracji podwodnych piaszczystych nasypów podczas transgresji morza (na obszary pierwotnie lądowe). Zaliczane do nich bywają tombola.
Mierzeje występują na wybrzeżu Bałtyku (Wiślana, Łebska, Kurońska, Helska), ale znane są też z innych mórz, np. Mierzeja Arabacka.